# Retablo cerámico de las Santas Justa y Rufina
El retablo cerámico de las Santas Justa y Rufina ubicado en la C/ Santa Justa y Rufina, 2, de la población de Manises, en la comarca de L’Horta Sud, perteneciente a la provincia de Valencia (Comunidad Valenciana),  es un panel cerámico ritual catalogado, en la categoría de Espacio Etnológico de Interés Local, como Bien de relevancia local genérica  de la Generalitat Valenciana, con número de inventario 46.159-9999-000007.

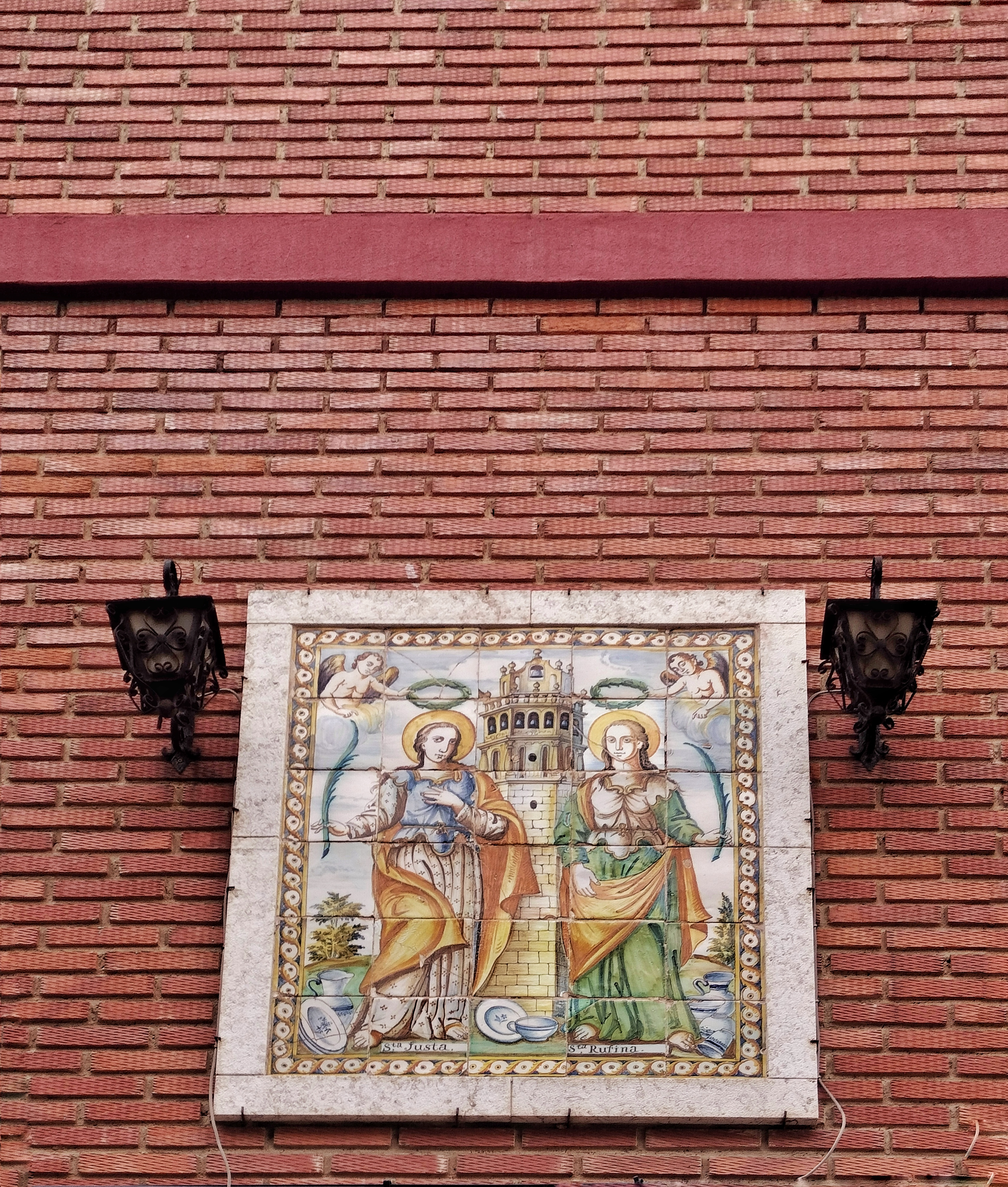
Retablo de Santas Justa y Rufina

## Localización
El panel cerámico de las Santas Justa y Rufina datado de finales del siglo XVIII, se localiza en la fachada del edificio situado en el número 2  de la calle Santa Justa y Rufina, a la altura del primer piso y cerca de la esquina derecha de la propia calle. En esta calle, es importante señalar que se encontraba el conjunto de fábricas de cerámicas. Tanto este retablo cerámico o paflón como otros servían como protección de los daños de fabricación, que eran frecuentes durante la incierta cocción. Las santas eran invocadas por los operarios delante de los hornos de cocción cuando se tapaba la boca del horno.

## Descripción

### Análisis Formal
Se trata de un retablo de formato rectangular cuyas dimensiones son 1,2 x 1 metro, constituido por 30 piezas de las mismas dimensiones, 0,2 x 0,2 metros. Todas las piezas están enmarcadas por una especie de marco realizado a base de mármol gris, liso y plano de 10 centímetros de anchura. A los lados del retablo se localizan dos faroles de forja.
Este retablo cerámico, compuesto por 30 piezas, se aleja de las características tradicionales de un retablo, ya que no presenta las partes típicas como calles, ático o predela. En su lugar, ofrece una composición singular con una organización simétrica que gira en torno a un eje central representado por un edificio. A ambos lados de esta estructura, se encuentran elementos idénticos: dos figuras femeninas de pie, vestidas con atuendos sencillos, descalzas y portando aureolas. Cada una sostiene un tallo en sus manos, lo que les otorga un aire simbólico.

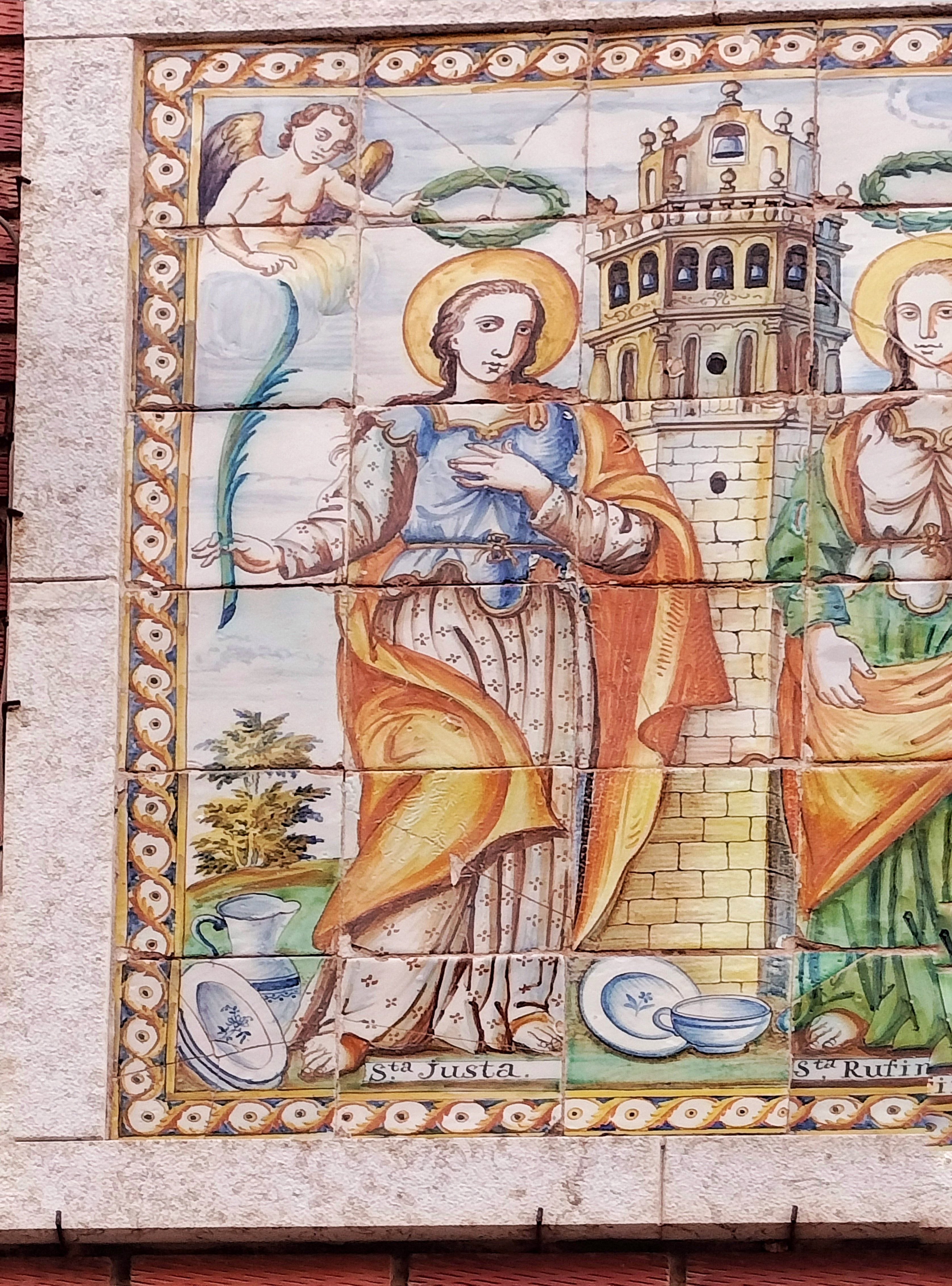
Detalle de Santa Justa

Junto a las figuras femeninas, aparecen ángeles o amorcillos que sostienen una corona de laurel, y están flanqueados por árboles que delimitan la separación entre el cielo y la tierra. En el primer plano, diversos objetos cerámicos, como vasos, platos y vasijas, refuerzan la identidad de la escena mediante elementos simbólicos.
La paleta cromática está dominada por colores fríos, principalmente verdes, azules y blancos, que se distribuyen en diferentes partes de la composición. Sin embargo, destaca el contraste aportado por los vestidos de las figuras femeninas, que, aunque también presentan tonos fríos, están envueltos en un manto naranja vibrante que les otorga protagonismo. La iluminación de la escena es artificial, generando sombras mediante tonalidades más oscuras de los mismos colores utilizados, lo que aporta profundidad y relieve a las figuras.
En cuanto a la perspectiva, la escena es relativamente plana. Aunque se emplea una perspectiva sencilla con árboles de menor tamaño para sugerir lejanía, esta intención se ve ligeramente comprometida por la proporción entre los objetos en primer plano, como la vajilla cerámica, y los árboles en el fondo. Estos últimos, a pesar de estar situados en la supuesta lejanía, presentan un tamaño similar al de los objetos en primer plano, lo que rompe parcialmente el efecto de profundidad.
Finalmente, las figuras se recortan contra un fondo nublado que representa un paisaje estilizado, más simbólico que naturalista. Este enfoque otorga a la composición un aire contemplativo y elegante.

### Análisis Estilístico
El retablo cerámico del siglo XVIII parece haber sido realizado por el Maestro de Noguera, un autor activo desde mediados hasta finales de dicho siglo. Este artista recibe su nombre por ser el creador del gran retablo de la Mare de Déu de la Seu, ubicado en la calle Noguera de Xàtiva. Sus obras pueden identificarse de manera inequívoca y diferenciarse del resto de la producción cerámica del siglo XVIII. El Maestro de Noguera representa la culminación de un estilo de pintura sobre azulejo caracterizado por el uso de colores puros, un perfilado preciso, un convencionalismo ingenuo y una composición simétrica.
En cuanto al lugar de producción, y aunque de momento se desconoce el nombre del pintor, sí podemos vincularlo, en cambio, con la fábrica de la calle Mossèn Femares de Valencia, propiedad de Alexandre Fauré y, a partir de 1777-1778, de los Disdier. Muchos de los paneles del Maestro de Noguera tienen un marco exterior pintado con manganeso que imita el jaspe. El marmoleado se ha considerado un elemento distintivo de la fábrica de Disdier.

### Análisis Iconográfico
En el retablo se representan dos figuras femeninas de pie, identificadas como santas por ciertos elementos simbólicos: ambas portan una palma de martirio, una aureola de luz y una corona de laurel, colocada por dos ángeles situados en las esquinas superiores del retablo. Los ángeles aparecen posados sobre nubes, coronando a las santas. Las figuras están descalzas y visten ropajes que no corresponden a la época en la que fueron martirizadas (siglos III-IV). Además, se distinguen por sus peinados y gestos, que también las individualizan.

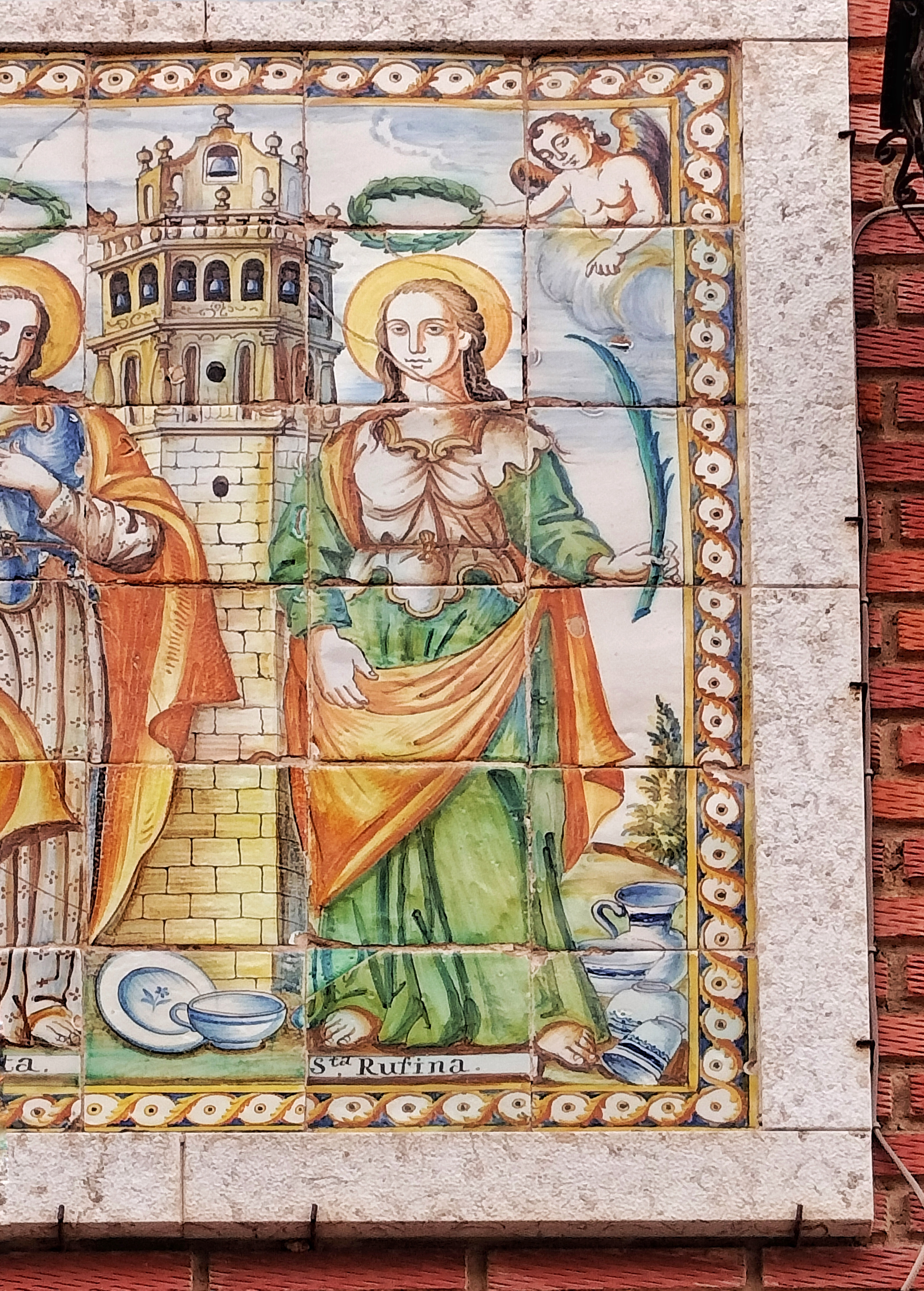
Detalle de Santa Rufina

Las inscripciones bajo las figuras confirman que las mujeres representadas son las santas Justa y Rufina: a la izquierda se encuentra Santa Justa (Sta Justa) y a la derecha Santa Rufina (Sta Rufina). Su identidad no solo se confirma por estas inscripciones, sino también por los elementos iconográficos del retablo. Además de la palma, la aureola y la corona de laurel, la cerámica y el edificio central son claves para identificarlas. La cerámica hace alusión a la leyenda que narra que las santas eran doncellas cristianas que vendían piezas de barro para subsistir y ayudar a los pobres. Es relevante mencionar que la cerámica representada en el retablo guarda una clara similitud con la que se producía en Manises durante el periodo en que se creó la obra.
El edificio central también es un símbolo recurrente en la representación de Justa y Rufina. Tradicionalmente, las santas aparecen acompañadas de la Giralda, debido a su estatus como patronas de Sevilla. Sin embargo, en este caso, el edificio representado no es la Giralda, sino que se asemeja al campanario del Micalet,un ícono arquitectónico de la ciudad de Valencia. Este detalle, junto con la cerámica de Manises, refuerza la conexión entre el retablo y el contexto valenciano, destacando una adaptación local de la iconografía de las santas.
El martirio de las Santas Justa y Rufina es recogido en diversos escritos, con ligeros cambios entre ellos. Se sabe que los escritos sobre este martirio se llevan a cabo a partir del siglo VI-VII, produciéndose el martirio de estas santas a finales del siglo III o los primeros años del siglo IV, por lo que se sabe que el culto a estas santas no fue inmediato, es más, a principios del siglo IV, el concilio iliberitano redactó un canon (el 60) el cual prohibía dar culto a los que habían provocado la ira de los paganos y murieron en sus manos.
Según el Pasionario Hispánico, Justa y Rufina eran dos jóvenes cristianas que vivían cerca de Sevilla y se dedicaban a la venta de vasijas de barro, actividad que no solo les proporcionaba sustento económico, sino que también les permitía ayudar frecuentemente a los pobres. El evento que marcaría el inicio de su martirio ocurrió durante las fiestas adonías del mes de julio, cuando una procesión en honor a la diosa Salambó pasaba cerca del puesto de Justa y Rufina. Los participantes de la procesión portaban la imagen de la diosa en unas parihuelas y, como era costumbre en estas procesiones, pedían donativos para los gastos de la fiesta, a quienes encontraban a su paso.
Al llegar a la tienda de las jóvenes, les solicitaron una contribución, pero ellas se negaron rotundamente, argumentando que Salambó no era más que un ídolo. Ofendidos por esta respuesta, los fieles reaccionaron con violencia, y uno de ellos, que cargaba la imagen de la diosa, arremetió contra las vasijas del puesto, rompiéndolas en pedazos. Justa y Rufina respondieron de inmediato empujando la parihuela, lo que provocó que la figura de Salambó cayera al suelo y quedara completamente destruida.
Este incidente generó un gran alboroto, que muchos interpretaron como un acto de sacrilegio. Al enterarse de que las jóvenes eran cristianas, fueron denunciadas ante el presidente de la ciudad, Diogeniano, quien ordenó su captura y traslado a Sevilla. Allí fueron encarceladas y sometidas a crueles torturas con el propósito de que renunciaran a su fe, pero Justa y Rufina resistieron con firmeza, lo que aumentó la ira de las autoridades romanas. En un intento más de quebrantar su voluntad, las obligaron a caminar descalzas hasta unos montes cercanos, pero ni siquiera este castigo logró doblegarlas.
Como consecuencia de las torturas, Justa falleció pocos días después en la cárcel, y su cuerpo fue arrojado a un pozo. Más tarde, el obispo hispalense Sabino mandó recuperar su cadáver para darle sepultura. Rufina, por su parte, fue sacada de la cárcel y condenada a ser decapitada. Tras la ejecución, su cuerpo fue llevado al anfiteatro y quemado, pero los cristianos lograron recuperar sus restos y los enterraron, asegurándose de preservar la memoria de su martirio.

### Iconología, Función y Devoción local
Por lo tanto, se puede afirmar que en el retablo cerámico de Manises se representan santas, concretamente las Santas Justa y Rufina, debido a la aparición símbolos de martirio que hacen referencia a la tradición, como de inscripciones con los nombres de cada santa respectivamente.
Estas santas, en el contexto de Manises, donde se localiza el retablo, desempeñan la función de patronas de la ciudad. En 1746, el Gremio de Ceramistas adoptó a las santas como patronas, desplazando al anterior patrono.La elección de Justa y Rufina como patronas se justificaba por su profesión como alfareras y su origen sevillano, una idea que también fue adoptada por otros pueblos alfareros de España, extendiendo así su culto. La importancia del sector cerámico se refleja en la participación activa de los industriales cerámicos en las festividades locales, figurando como cofrades y organizadores de la fiesta anual. Gracias a la influencia de este gremio, con miembros destacados en el ayuntamiento, se logró que el Papa Pío XI nombrara a las santas Justa y Rufina como patronas canónicas en 1925, consolidándose oficialmente como patronas del pueblo.
La industria cerámica ha sido el eje predominante de la economía de Manises, incluso en una comunidad con una fuerte tradición agrícola. Esta importancia se reflejó en la festividad organizada por el Gremio de Ceramistas, liderado por los sectores más dinámicos de la sociedad, que acabó convirtiéndose en la principal celebración del pueblo. Con el tiempo, esta festividad se unificó en una sola celebración en honor a las Santas Justa y Rufina, conocidas como las Santas Mártires, consolidándose como una exaltación popular.
La industria cerámica ha sido el eje predominante de la economía de Manises, incluso en una comunidad con una fuerte tradición agrícola. Esta importancia se reflejó en la festividad organizada por el gremio ceramista, liderado por los sectores más dinámicos de la sociedad, que acabó convirtiéndose en la principal celebración del pueblo. Con el tiempo, esta festividad se unificó en una sola celebración en honor a las Santas Justa y Rufina, conocidas como las Santas Mártires, consolidándose como una exaltación popular.
Entre estas festividades destaca la Cabalgata de la Cerámica, una de las festividades más emblemáticas de la localidad, cuya primera edición tuvo lugar a principios del siglo XX. Se celebra el 18 de julio, víspera del día de las Santas Justa y Rufina, patronas de Manises, y esta fecha se ha mantenido como una tradición hasta la actualidad. En sus inicios, la Cabalgata se llevaba a cabo con carruajes tirados por caballos y grupas adornadas al estilo valenciano, una práctica que perduró hasta los años 70 del siglo XX. A partir de entonces, los medios de transporte cambiaron, adaptándose a los tiempos modernos, pero conservando el carácter festivo de la tradición.
Las piezas de cerámica que se regalan durante la Cabalgata también han cambiado con los años. Mientras que en sus primeras décadas predominaban las pequeñas miniaturas, como platitos, tazas y jarritos, a menudo réplicas a escala de las producciones originales de los fabricantes, en la actualidad, las carrozas se llenan con una carga variada que incluye morteros, lámparas, ceniceros, platos, jarrones y otros objetos decorativos, además de pequeñas piezas conmemorativas como platos y azulejos decorados con las imágenes de las Santas Justa y Rufina, acompañados de leyendas específicas de cada año.
La organización de la Cabalgata recae en los Clavarios, una institución que, con el paso de los años, se ha consolidado bajo el nombre oficial de "La Clavaría de las Santas Justa y Rufina". Desde la década de los noventa, esta entidad ha trabajado en estrecha colaboración con el Ayuntamiento de Manises, que apoya económicamente el festejo, participa protocolariamente y colabora en las Juntas Organizadoras junto a otras autoridades supralocales. Este trabajo conjunto asegura la continuidad y el éxito de la Cabalgata, fortaleciendo su papel como elemento unificador de la comunidad.
Aunque la Cabalgata de la Cerámica nació como un evento conmemorativo, su propósito principal fue, probablemente, la promoción de la cerámica local. Este enfoque ha permitido que la festividad trascienda lo puramente religioso para convertirse en un escaparate cultural y económico de Manises, atrayendo a personas de todas partes y reforzando el vínculo entre el arte cerámico y la identidad del municipio.
La Cabalgata de la Cerámica no solo celebra el legado cultural y religioso de las Santas Justa y Rufina, sino que también se mantiene como un testimonio vivo de la historia, la tradición y la capacidad de innovación de la comunidad manisera.
Por lo tanto, la devoción hacia estas santas está profundamente arraigada en la identidad cultural y religiosa de Manises. Esto se refleja en la abundancia de representaciones de Justa y Rufina en la iglesia principal y en las calles del pueblo, decoradas con paneles de cerámica de diversos estilos y tamaños que reflejan su importancia cultural y religiosa.Aunque la Cabalgata puede percibirse como un festejo orientado a la promoción de la cerámica local, las Santas han sido siempre el eje central de las celebraciones, conmemoradas también con procesiones y una Misa Solemne.